# Бор (селище, Афанасьєвський район)
Бор (рос. Бор) — селище у складі Афанасьєвського району Кіровської області, Росія. Адміністративний центр Борського сільського поселення.
Населення становить 630 осіб (2010, 946 у 2002).
Національний склад станом на 2002 рік — росіяни 97 %.